# Римское завоевание Британии
Римское завоевание Британии — длительный процесс покорения острова Британии и населявших его кельтских племён римлянами, начавшийся в 43 году н. э.

## Предыстория

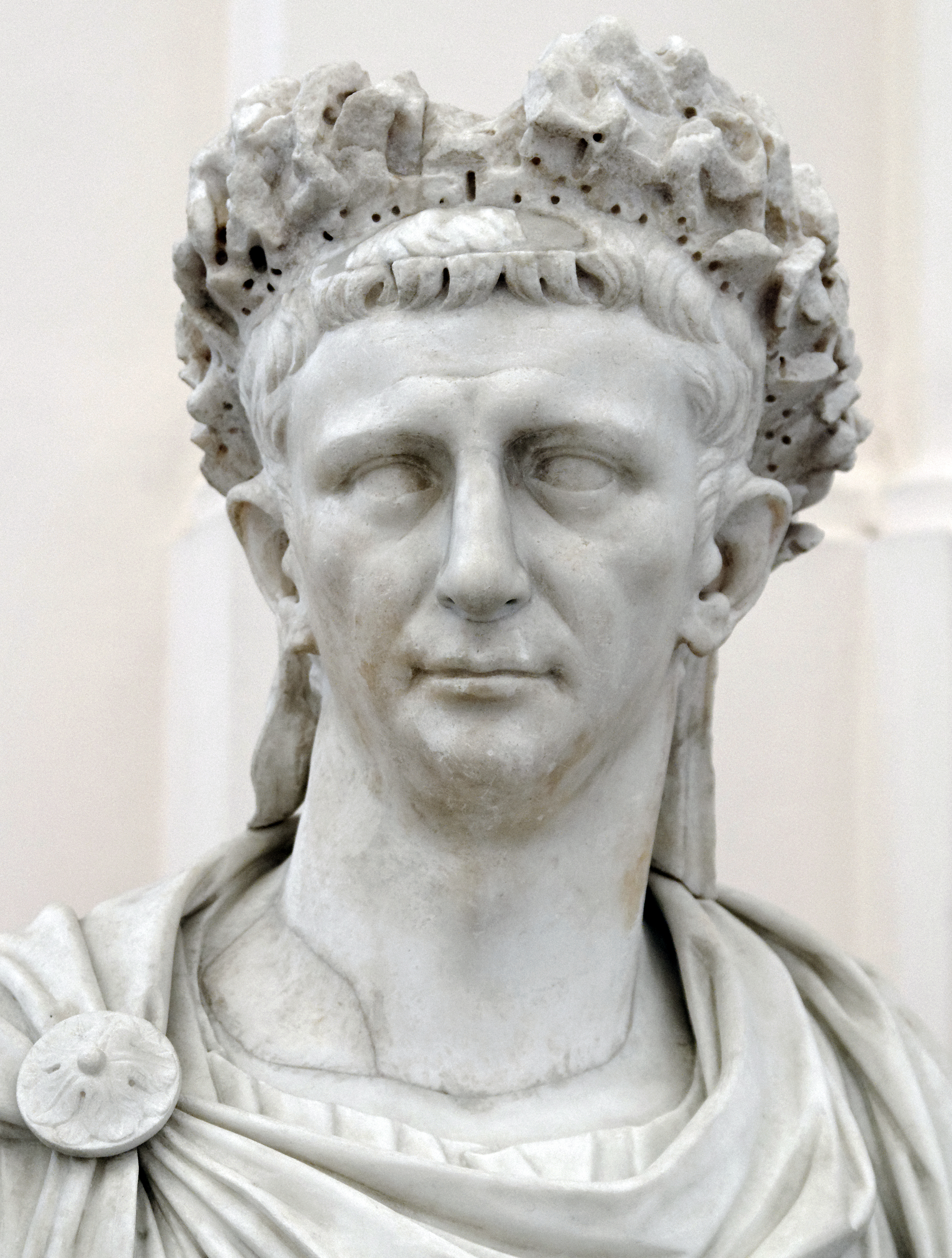
Император Клавдий.

В 41 году был убит Калигула. На трон взошёл его дядя — Клавдий (41—54 гг.). Последний не пользовался уважением в императорском доме и оказался у власти неожиданно даже для самого себя. Укрепить свой авторитет Клавдий задумал с помощью удачного военного похода. Своей целью он выбрал Британию.
Такому выбору могли быть, как минимум, две причины. Первая — вопрос престижа: надёжно закрепиться на острове не удалось даже Юлию Цезарю. Вторая — экономическая: Британия являлась поставщиком металлов, рабов, зерна и охотничьих собак; так что покорение острова сулило большие экономические выгоды.

## Начало завоевания
В 43 году четыре римских легиона под командованием консула Авла Плавтия высадились в Британии. Одним из легионов командовал будущий император Веспасиан. Легионеры высадились в Кенте, возле Ричборо (в то время — Рутупиэ (лат. Rutupiæ)), и в течение короткого времени захватили юго-восток острова. Кельты пытались оказать сопротивление, но римская армия оказалась сильнее. Клавдий лично прибыл в Британию в июне того же года и принял капитуляцию двенадцати местных правителей.

## Дальнейшее покорение острова
Завоевание Британии римлянами растянулось на 40 лет. Ряд земель, такие, как, например, Дорсет, долго не желали покоряться завоевателям. К тому же на захваченных территориях нередко вспыхивали восстания, вызванные жестокостью завоевателей, введением воинской обязанности для кельтов и др.

### Восстание Боудикки

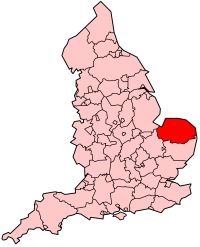
Норфолк — регион, в котором проживали ицены.

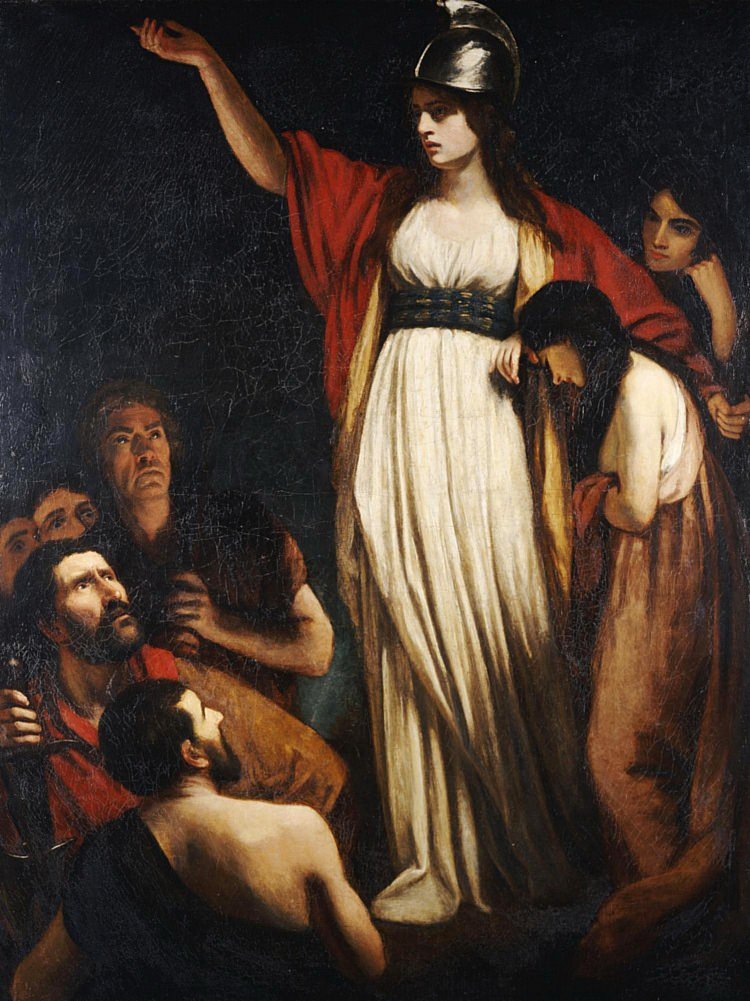
Боудикка призывает к восстанию против римлян.

Одним из самых крупных стало восстание под предводительством королевы Боудикки, произошедшее во время правления Нерона. Боудикка (неточная латинская передача её имени — Боадицея (лат. Boadicea)) была женой Прасутага, вождя племени иценов, находившихся в зависимости от Римской империи. После смерти Прасутага земли иценов были захвачены римской армией. Очередной управляющий, назначенный из Рима, приказал высечь Боудикку и обесчестить двух её дочерей. Это привело к восстанию (61 г.), во главе которого стала Боудикка. Восставшие перебили римлян, а также их сторонников из числа кельтов. Ицены захватили Камулодунум (ныне Колчестер), бывший ранее столицей племени триновантов. Затем ими были взяты Лондиниум (лат. Londinium, ныне — Лондон) и Веруламиум (ныне — Сент-Олбанс). Однако устоять против мощи римской армии ицены не смогли, восстание было подавлено в том же году, а сама Боудикка покончила с собой, не желая попасть в руки к римлянам.

### Завоевание Англси
В 60 году римляне захватили остров Англси, бывший на тот момент главной цитаделью друидов. Несмотря на упорное сопротивление, остров был захвачен, а укрепления кельтов — уничтожены.

### Завоевательные походы Агриколы

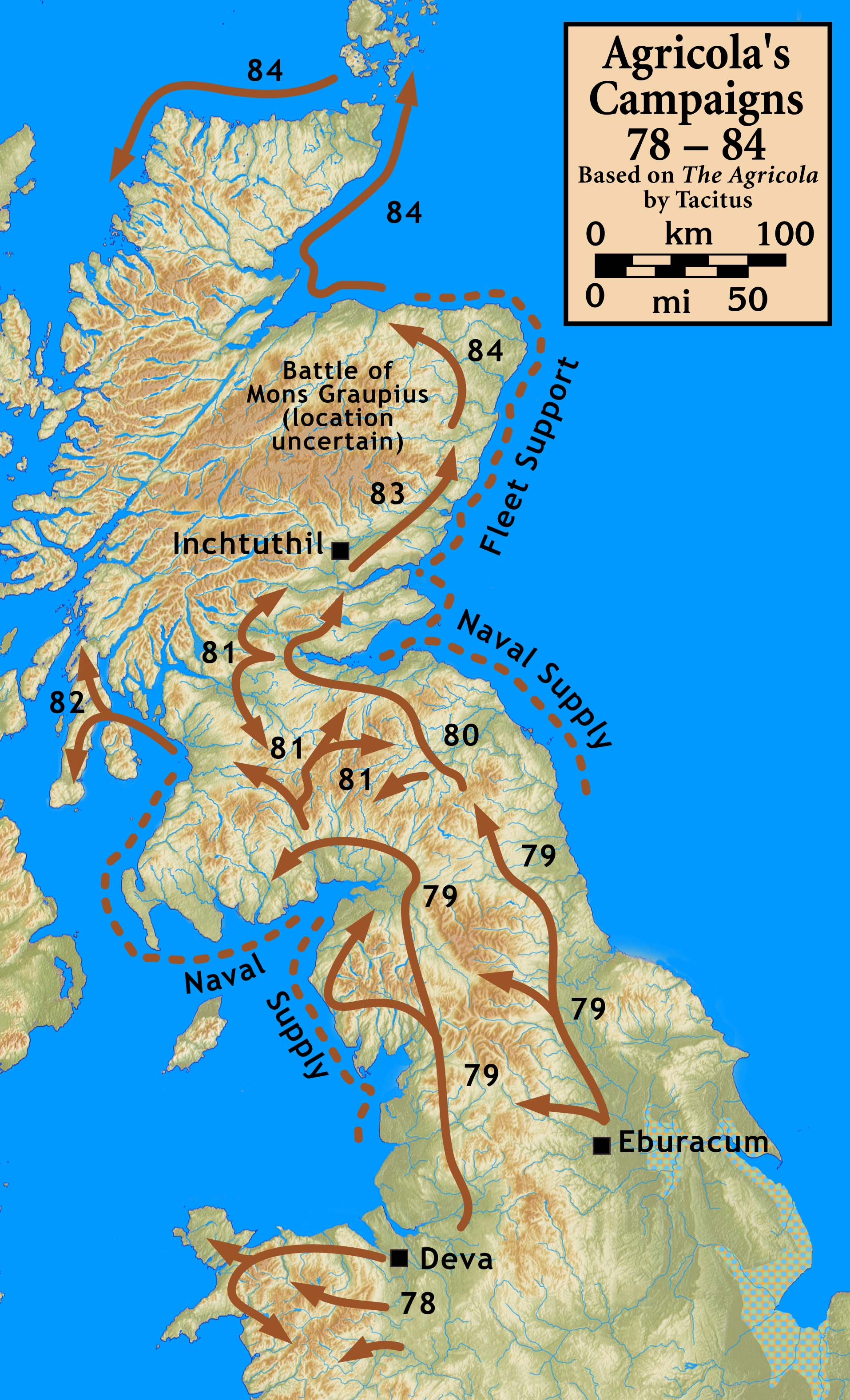
Военная кампания Агриколы.

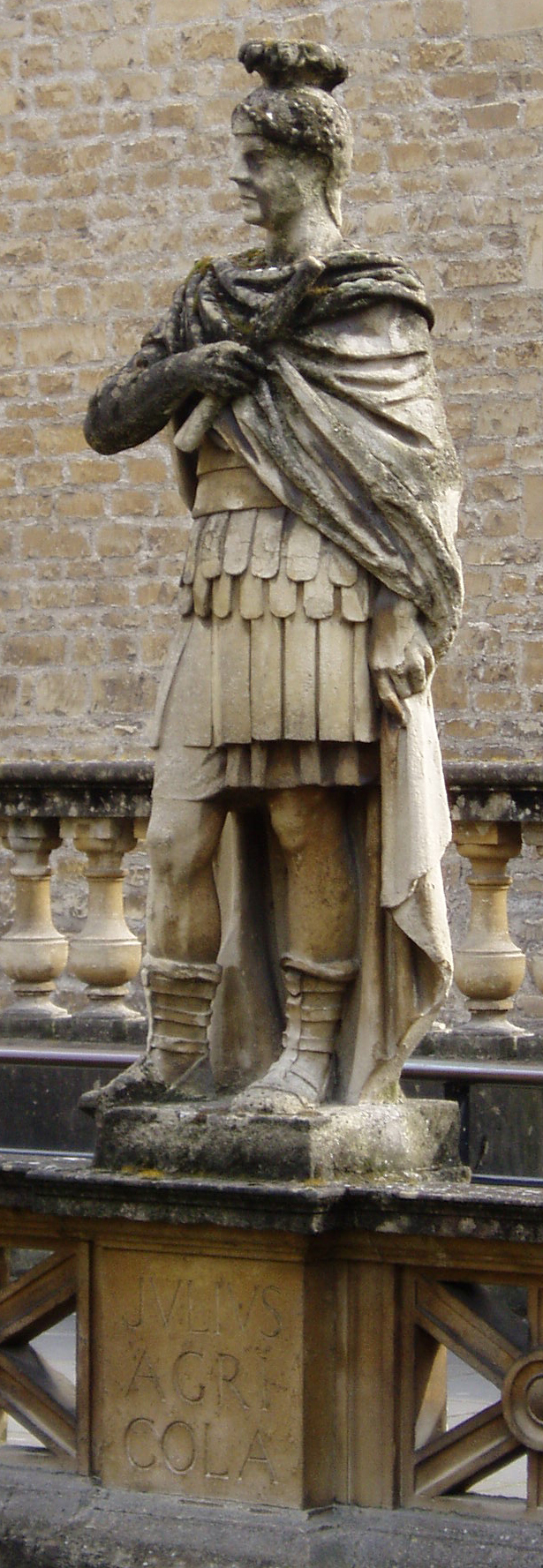
Гней Юлий Агрикола.

В 78 году консульским легатом в Британии был назначен Гней Юлий Агрикола. В 79 году он совершил поход к Ферт-оф-Тей, в 81 г. — в Кинтайр. За шесть лет он покорил значительную часть Шотландии (римляне называли её Каледонией). Однако на стороне бриттов было численное превосходство и хорошее знание местности.
Агрикола, опасаясь, что бритты смогут окружить его армию, приказал разделить войско на три части (82 год). Но бритты воспользовались этим, внезапно атаковали один из легионов, убили часовых и ворвались в лагерь. Заранее зная о готовящемся нападении, Агрикола отправил в лагерь два отряда — пеший и конный. Римляне атаковали бриттов с тыла и заставили их отступить. Однако Агриколе со своей потрёпанной в боях армией пришлось вернуться в укреплённые районы.
Почти год понадобился полководцу для того, чтобы пополнить сильно поредевшие легионы и разработать новую тактику войны. Летом 83 года Агрикола выслал на север военный флот с задачей очистить от восставших племён прибрежную полосу. Сам полководец направился к Граупийским горам, где состоялось сражение, в котором Агрикола одержал уверенную победу.
Также под его руководством были проложены дороги и возведены защитные сооружения от нападения непокорных кельтских племён.

## Противостояние кельтов и римлян после завоевания Британии
В 117 году римским императором стал Адриан. Он был сторонником идеи укрепления существующих границ с отказом от дальнейшего расширения империи. В 122 году на севере Британии вспыхнуло восстание против римского владычества. Восставшим удалось оттеснить римлян немного к югу. По приказу Адриана, прибывшего на остров, в 123 году началось возведение каменной стены, перегородившей Британию от реки Тайн до залива Солуэй-Ферт (т. н. «Адрианов вал»). В период со 143 по 164 годы римляне строили новый вал, призванный защитить территории, завоёванные ими к северу от стены Адриана уже после её постройки. Однако закрепиться на новых рубежах римлянам не удалось, и они были вынуждены отступить к прежней границе.

## Конец римского владычества
Британия оставалась частью Римской империи на протяжении нескольких столетий. Однако в IV веке началось ослабление империи. В 395 году она распалась на две части — Западную и Восточную Римскую империи. Власть римлян на окраинах становилась всё более нестабильной, и в 407 году они вынуждены были покинуть остров.